# NGC 6755
NGC 6755 је расејано звездано јато у сазвежђу Орао које се налази на NGC листи објеката дубоког неба.
Деклинација објекта је + 4° 16' 0" а ректасцензија 19h 7m 49,0s. Привидна величина (магнитуда) објекта NGC 6755 износи 7,5. NGC 6755 је још познат и под ознакама OCL 96.